# Joseph Francis Rock

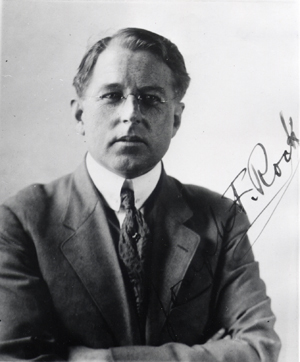
Joseph Rock

Joseph Francis Charles Rock (eigentlich Joseph Franz Karl Rock; * 13. Januar 1884 in Wien; † 5. Dezember 1962 in Honolulu, Hawaii) war ein österreichisch-US-amerikanischer Forscher, Geograf, Sprachwissenschaftler und Botaniker. Sein offizielles botanisches Autorenkürzel lautet „Rock“.

## Biografie

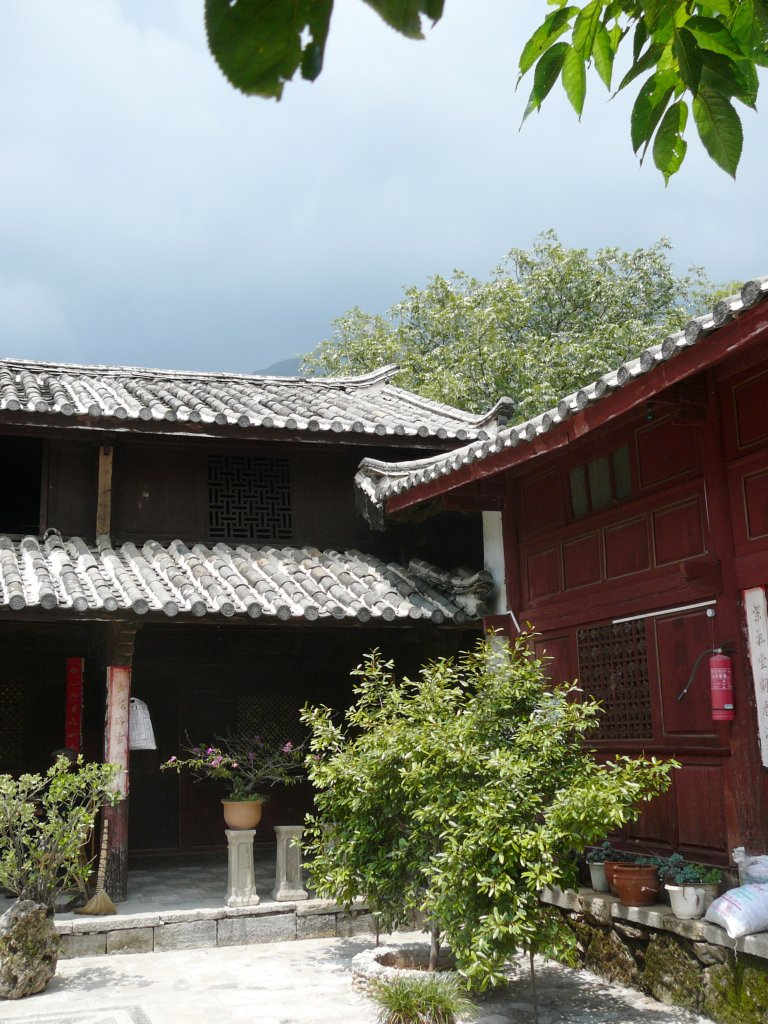
Wohnhaus von J. Rock bei Lijiang (2010)

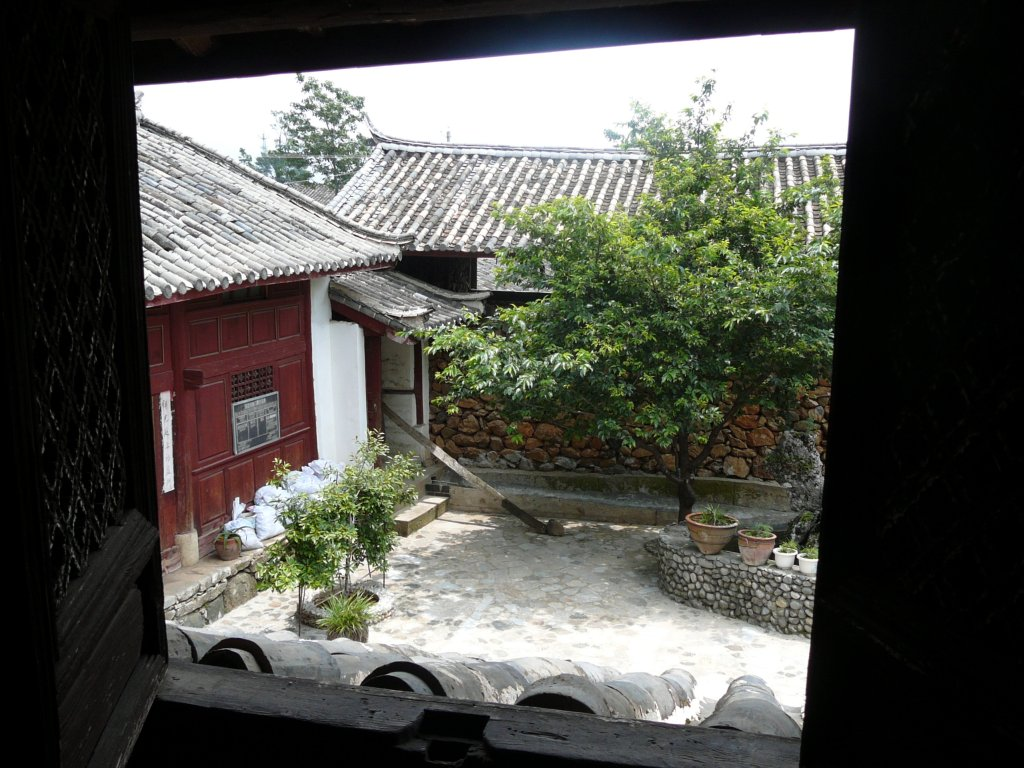
Wohnhaus von J. Rock bei Lijiang (2010)

1902 veröffentlichte Rock sein erstes Buch, ein deutsch-chinesisches Konversationslexikon. Eine Tuberkulose-Erkrankung zwang ihn 1907 zu einer Übersiedelung nach Hawaii, wo er Fachmann für die dortige Flora wurde und beispielsweise die Gattung Hibiscadelphus als Erster beschrieb. Zwischen 1909 und 1920 veröffentlichte er über 40 Artikel über neuentdeckte Pflanzenarten auf Hawaii.
1921 reiste Rock im Auftrage der Smithsonian Institution nach China. Von ab da führten ihn Forschungsreisen nach Burma und von 1922 bis 1949 nach China, wo er hauptsächlich die Flora, das Volk und die Sprachen im südwestlichen China, hauptsächlich in Yunnan, Sichuan, Gansu und im östlichen Tibet studierte. Er unternahm Expeditionen nach Muli, dem Berg Gongga Shan, den drei heiligen Bergen Shenrezig, Jambeyang und Chanadorje sowie zum Fluss Saluen. In 27 Jahren sammelte er über 10.000 Pflanzen, die im Arnold-Arboretum der Harvard-Universität in Massachusetts kultiviert  oder als Herbarbelege aufbewahrt werden. Rock lebte in dieser Zeit in Nguluko (Yuhu), einem Dorf bei Lijiang, wo sein damaliges Wohnhaus heute ein Museum ist. Über seine Erlebnisse schrieb er Artikel im National Geographic Magazine, die angeblich dem Schriftsteller James Hilton als Inspiration für den Roman Der verlorene Horizont gedient haben.
Im August 1949 zog er zurück nach Honolulu, wo er 1962 an einem Herzinfarkt starb.

## Wirkung
Rock gilt als einer der renommiertesten Erforscher der hawaiischen und chinesischen Flora.
Auch seine Abhandlungen über das Naxi-Königreich und die Einrichtung einer umfangreichen Bibliothek in Lijiang sind von unschätzbarem Wert für Sprachwissenschaftler und Völkerkundler. 1963 erschien ein 1094 Seiten starkes Wörterbuch über die Sprache der Naxi.

## Ehrungen und Dedikationsnamen
In Wien Innere Stadt (1. Bezirk) wurde 2014 bei der Mölker Bastei der Rock-Park nach Joseph Francis Rock benannt. Ferner wird er im Epitheton der Pflanzengattung Rockia Heimerl (heute zur Gattung Pisonia gestellt) aus der Familie der Wunderblumengewächse (Nyctaginaceae) geehrt.

## Werke
- The indigenous trees of the Hawaiian Islands. 1913.
- A monographic study of the Hawaiian species of the tribe Lobelioideae, family Campanulaceae. Honolulu 1919
- The ancient Na-khi Kingdom of southwest China. Cambridge : Harvard University Press 1947 (2 Bände)
- The Romance of K’a-Mä-Gyu-Mi-Gkyi. In: Bulletin de l’École Française d’Extrême-Orient, Band 46, Heft 2. Imprimerie Nationale, Paris 1954, S. 1–120
- The Amnye Ma-chhen range and adjacent regions. Roma 1956
- Expedition zum Amnye Machhen in Südwest-China im Jahre 1926 im Spiegel von Tagebüchern und Briefen. Hrsg. von Hartmut Walravens. Wiesbaden 2003. ISBN 3-447-04635-X
- Phytogeography of Northwest and Southwest China Hrsg. von Hartmut Walravens. 2010